# Flindersella
Flindersella is een geslacht van rechtvleugeligen uit de familie Morabidae. De wetenschappelijke naam van dit geslacht is voor het eerst geldig gepubliceerd in 1976 door Key.

## Soorten
Het geslacht Flindersella omvat de volgende soorten:
- Flindersella acuticercus Key, 1976
- Flindersella improcera Rehn, 1952